# Platoon
Platoon er en amerikansk krigsfilm fra 1986, skrevet og instrueret af Oliver Stone, hvis erfaringer under Vietnamkrigen filmens handling bygger på. Platoon er den første film i Oliver Stones Vietnam-trilogi.

## Medvirkende
- Charlie Sheen
- Willem Dafoe
- Tom Berenger
- Keith David
- John C. McGinley
- Kevin Dillon
- Johnny Depp
- Forest Whitaker

## Priser
- Oscars
  - Oscar for bedste instruktør (Oliver Stone), vandt
  - Oscar for bedste film (Arnold Kopelson), vandt
  - Oscar for bedste lyd, vandt
  - Oscar for bedste klipning (Claire Simpson), vandt
  - Oscar for bedste mandlige birolle (Tom Berenger), nomineret
  - Oscar for bedste mandlige birolle (Willem Dafoe), nomineret
  - Oscar for bedste originale manuskript (Oliver Stone), nomineret
  - Oscar for bedste fotografering (Robert Richardson), nomineret

## Ekstern henvisning
- Platoon på Internet Movie Database (engelsk)
- Platoon på Filmdatabasen
- Platoon på Scope
- Platoon i Svensk Filmdatabas (svensk)
- Platoon på AlloCiné (fransk)
- Platoon på MovieMeter (nederlandsk)
- Platoon på AllMovie (engelsk)
- Platoon hos American Film Institute (engelsk)
- Platoons profil hos Encyclopædia Britannica Online (engelsk)
- Platoon på Turner Classic Movies (engelsk)

| Priser                 | Priser                                    | Priser                           |
| ---------------------- | ----------------------------------------- | -------------------------------- |
| Foregående: Mit Afrika | Oscar for bedste film 1986                | Efterfølgende: Den sidste kejser |
| Foregående: Mit Afrika | Golden Globe for bedste film - drama 1987 | Efterfølgende: Den sidste kejser |